# 중간섬유
중간섬유(中間纖維, 영어: intermediate filament)는 세포골격 단백질의 한 집단으로 구성된 구조로 이루어져 있다. 중간섬유는 액틴(미세섬유)과 미세소관의 중간 정도의 크기(약 10nm)다. 중간 섬유의 대부분의 형태는 핵막과 세포막 사이에 있는 세포기질에 위치해 있다. 핵 라민은 세포핵에 위치해 있다.
단백질 이합체가 두 개가 모여 사량체를 생성하며, 이 사량체가 하나의 구성단위unit-length filament가 된다. 다시 여러 사량체 가닥이 길게 꼬임으로써 필라멘트 구조를 형성한다. 세포질 내의 지지대로 작용해서 3개의 섬유 세포중 가장 녹기 어렵고 세포의 모양을 잘 유지해준다. 중간섬유는 케라틴, 뉴로섬유, 데스민, 비멘틴, GFAP 등이 있다. 세포의 종류에 따라서 각각 다른 중간섬유를 가지게 된다. 즉 세포 특이성이 있다.

## 종류
중간섬유는 아래와 같이 6종류의 타입으로 분류한다.

### Type I, II:산성,알칼리성케라틴
각각 1, 2형 시토케라틴이다.

### Type III：비멘틴, 데스민, GFAP, 베리페린
다음의 네 단백질이 여기 속한다.
- 데스민 중간섬유는 근육의 근섬유분절을 구성하며, 데스모좀과 유사하게 세포소기관들을 세포골격에 부착시켜준다.[1]
- 신경교섬유질산성단백질(GFAP)는 성상교세포 등 교세포에서 주로 나타난다.
- 페리페린은 말초신경계통에서 주로 발견된다.
- 비멘틴은 섬유아세포, 백혈구, 혈관내피세포에서 널리 발견된다. 세포막을 지지하고, 세포소기관을 세포질 내에서 고정시켜주며, 세포막의 수용체 단백질에서 들어온 신호를 핵에 전달해주는 기능도 한다.[2]